# British Academy Film Awards 1948
Die British Academy Film Awards 1948, zu dieser Zeit noch British Film Awards genannt, waren die erste Preisverleihung, die von der British Film Academy durchgeführt wurde. Die Verleihung für das Jahr 1947 fand am 21. und 22. Mai 1948 im Rialto Cinema in London statt. Vergeben wurden Preise für den Besten britischen Film und den besten Film sowie ein Sonderpreis.

## Preisträger
- Bester britischer Film: Ausgestoßen (Odd Man Out)
- Bester Film: Die besten Jahre unseres Lebens (The Best Years of Our Lives) (Vereinigte Staaten)
- Sonderpreis: The World Is Rich (Dokumentarfilm)